# Domnevni čudež ali Krakovčani in Gorjanci
Domnevni čudež ali Krakovčani in Gorjanci (poljsko Cud mniemany, czyli Krakowiacy i Górale) je opera v treh dejanjih poljskega igralca, dramatika in režiserja Wojciecha Bogusławskega (1757–1829). Uglasbil jo je poljski skladatelj Jan Stefani (ok. 1746–1829). Libreto ima značilnosti pozne klasicistične opere. Čeprav je delo avtor poimenoval kot opera, je bolj ustrezen izraz za besedilo »dramska igra v treh dejanjih«. Spevoigra je bila prirejena na podlagi francoske igre Le sorcier Alexandra Poincineta. 
Opera je bila prvič uprizorjena 1. marca 1794 v Narodnem gledališču v Varšavi. Takrat je bila poimenovana kot Čudež ali Krakovčani in Gorjanci, šele dve leti kasneje je bila v naslov dodana beseda »domnevni«. Njena krstna uprizoritev se je odvila le mesec dni pred Kościuszkovo vstajo. Ruska oblast jo je po dveh ponovitvah prepovedala. Danes je delo uveljavljeno kot prva poljska nacionalna opera. 
Besedilo je bilo vrsto let pozabljeno, preden ga je leta 1929 ponovno odkril poljski režiser Leon Schiller in ga označil kot »poljsko nacionalno opero«. Politična vsebina, folklorni elementi, komične ljubezenske zgodbe in boj med Krakovčani in Gorjanci prikazujejo družbeno strukturo, ki je bila na območju Poljske prisotna pred tretjo delitvijo Poljske. Kažejo se tudi aluzije na poljsko samostojnost. Vse naštete lastnosti so doprinesle k pomembnosti opere v literarnem kanonu in k njeni kulturni in politični vlogi. Čeprav se spevoigra navezuje na Kościuszka, jo z dodajanjem novih spevov še danes aktualizirajo. 
Leta 1816 je dramatik Jan Nepomucen Kamiński napisal nadaljevanje opere z naslovom Vraža ali Novi Krakovčani (v originalu Zabobon czyli Nowe krakowiaki). 

## Osebe
- Bartołomiej – mlinar
- Dorota – njegova žena
- Basia – mlinarjeva hči iz prvega zakona
- Wawrzyniec – mali kmet
- Stach – njegov sin, Basin ljubimec
- Jonek – Stachov prijatelj
- Paweł, Zośka – mladoporočenca
- Bryndus, Morgal, Świstos – Gorjanci
- Bardos – revni študent iz Krakova
- Puhalec meha – organist
- Pastir
- Starka
- Krakovčani

### Dogajalni čas in prostor
Dogajalni prostor je vas Mogila, ki je od Krakova oddaljena približno kilometer in pol. Dogajalni čas je konec 18. stoletja. 

## Vsebina
Dramsko delo se prične z dialogom med Stachom in Jonkom, nato se jima pridruži še Basia. Njena mačeha Dorota pastorkino zaroko s Stachom podpre, vendar hkrati načrtuje, da bo prevzela njenega zaročenca, saj je vanj zaljubljena. On se s tem ne strinja in to pove Basii. V vas prispejo Gorjanci, med njimi Bryndus, kateremu je Bartołomiej obljubil roko svoje hčerke Basie.  Revni študent Bardos, ki ima samo knjige in električni stroj, skuje načrt, kako lahko zaroka propade. Dobro pozna delovanje električnega toka, vendar se mu zdi, da tako znanje ni koristno in bo ostal reven. Na proslavi zaroke si Stach in Basia pred vsemi priznata, da se ljubita in želita poročiti, kar užali Gorjance, še posebej Bryndusa, ki priseže, da se bo maščeval. Stach glede na Bardosov načrt Doroti obljubi, da bo po poroki z njeno pastorko uresničil njene zahteve. V nadaljevanju Krakovčani izvejo, da so Gorjanci v znak maščevanja odpeljali vso njihovo živino, ki jo peljejo proti Krakovu, da jo bodo prodali, zato se odločijo pridobiti živino nazaj. Bardos želi preprečiti boj in napelje žico po polju, da bi lahko aktiviral svoj električni stroj. Gorjanci med prečkanjem polja zadenejo ob žico, kar jim prepreči pobeg. Krakovčani mislijo, da se je zgodil čudež, ki je zaustavil Gorjance in Bardosu pripišejo magične sposobnosti. Študent prepreči, da bi Krakovčani pobili Gorjance, njih pa prisili, da vrnejo ukradeno živino. Oba klana se nato pobotata. Bardos razloži, da ni šlo za čudež, temveč za njegov električni stroj. Njegov načrt se nadaljuje in Basia se skrije v krošnjo stare vrbe, pod katero se srečata Stach in Dorota. Dorota spet osvaja Stacha, ta pa se ji izmika. Bardos do vrbe pelje Bartołomieja, ki skoraj ujame svojo ženo in mladega fanta. Stach se skrije k Basii in Dorota se v strahu, da bi jo mož zasačil z drugim, odpove svoji ljubezni do mladeniča. Bartołomiej na koncu najde svojo hčerko skupaj s Stachom. Mladi par ostane srečno zaljubljen.